# HD 16176
HD 16176，又名BD+38 515，SAO 55705、HR 756，是一颗恒星，视星等为5.9，位于銀經144.53，銀緯-19.67，其B1900.0坐标为赤經2h 30m 42.4s，赤緯+38° -19.67′ 8″。